# Талес
 Тази статия е за древногръцкия философ.  За ритуалното наметало в юдаизма вижте Талит.  
Талес (на гръцки: Θαλής) от Милет е древногръцки философ, един от Седемте мъдреци. Смята е за първия философ в гръцката традиция и основател на Милетската школа, с което поставя началото на европейската наука.

## Биография

### Ранни години
Талес е роден около 623 г. пр.н.е. в йонийския град Милет, разположен на западния бряг на Мала Азия (днес Турция). Според сведенията, които дава Диоген, Талес е син на търговеца Ексамиос, който е женен за Клеобулина. Древни източници посочват благородния финикийски произход на семейството. Смята се, че баща му е наследник на богато семейство от Милет.
Талес получава добро образование и започва жизнения си път като обикновен търговец. Пътешества много и прекарва дълги периоди в Египет, Тива и Мемфис, където получава познания по египетска митология, астрономия и математика. По-късно започва да се занимава с политика и икономика.

### Научна дейност
В Египет Талес успява да измери пирамидите, приемайки че в определен момент на деня сянката на всеки обект се равнява на неговата височина. Според Херодот е успял да предвиди дори слънчевото затъмнение в Милет. Прогнозирането на лунните затъмнения било лесно, защото бива известно, че те се повтаряли на всеки 19 години, но за прогнозирането на слънчево затъмнение било необходимо използването на сложни геометрични и тригонометрични изчисления и сложни таблици. Именно това го прави известен и е единственият безспорен факт за неговата научна дейност.
Талес е първият в Древна Гърция, който се опитва да даде натуралистични обяснения на света без да прибягва до свръхестественото. Той обяснява земетресенията, като си представя, че Земята плава върху вода и когато вълните я разтърсват, предизвикват земетресение. Следователно земетресенията не са резултат от свръхестествени процеси. Според неговата космологическа теория светът произлиза от първоначална водна субстанция. Той вярва, че водата е принципът на всички неща. Друг важен момент е новаторският подход в използването на геометрията – теоретичен и практически. Според Талес „пространството е най-великото нещо, защото съдържа всички неща“.
На Талес се приписват две съчинения – „За слънцестоенето“ и „За равноденствието“, както и 200 стихотворения. Смята се, че той е открил на гърците съзвездието Малка мечка като пътеводен инструмент. Пръв посочва, че Луната свети с отразена светлина и слънчевите затъмнения се появяват, когато Луната закрие Слънцето и създава математическия метод за изучаване на движението на небесните тела.
Талес въвежда календара по египетски образец. Повечето от неговите постижения обаче навеждат на мисълта, че голяма част от направените му „открития“ са заимствани от египетската наука. Безспорен факт обаче е, че именно той създава първата школа на естествената философия. Основен източник за философията на Талес е Аристотел, който му приписва заслугата за първите изследвания на причините на нещата. Самият Аристотел обаче не е имал достъп до произведения на Талес, а на свой ред е ползвал други източници. Макар че историческото значение на Талес е безспорно, няма голяма сигурност за неговите теории.
Негови наследници са учениците и последователите му Анаксимандър и Анаксимен.

### Късни години
Талес доживява до дълбока за времето си старост. Смъртта му настъпва по време на едно спортно състезание. Не е известно дали причината е била силната горещина или паническото бягство на тълпата.
Единствената точна дата, която се знае, свързана с неговия живот, е датата на прогнозираното от него слънчево затъмнение в Милет. Според съвременните изчисления затъмнението е настъпило на 28 май 585 г. пр.н.е.

## Любопитно
Върху надгробната плоча на Талес опечалените милетски граждани изписали:
| „ | Погледни, това е малък гроб, но славата му достига небесата. Талес, най-мъдрият от всички мъже, спи тук своя вечен сън. | “ |